# Oziorsk (oblast de Tcheliabinsk)
Pour la ville de l'oblast de Kaliningrad, voir Oziorsk (oblast de Kaliningrad).
Oziorsk, Ozyorsk ou Ozersk (en russe : Озёрск) est une ville fermée de l'oblast de Tcheliabinsk, en Russie. Sa population s'élevait à 76 896 habitants en 2021.

## Géographie
Oziorsk (nom formé à partir du mot « lac » en russe) est située dans une région qui compte de nombreux lacs. Elle est ainsi entourée au nord par le lac Irtiach, au sud-ouest par le lac Bol'chaïa Nnoga et au sud-est par le lac Kyzyltach, qui sépare la ville du complexe nucléaire Maïak. Oziorsk se trouve à une dizaine de kilomètres au nord-est de la ville de Kychtym et à 80 km au nord-ouest de Tcheliabinsk.

## Histoire
Fondée en 1945, la ville est connue jusqu'en 1994 sous les noms de Tcheliabinsk-65 puis à partir de 1966 de Tcheliabinsk-40, pour maintenir son existence secrète. Comme pour les autres villes secrètes de l'Union soviétique, les chiffres sont ceux d'un code postal qui est accolé au nom de la grande ville la plus proche. Cette ville est renommée Oziorsk en 1994.

## Population
Recensements (*) ou estimations de la population
| 1996   | 2002*  | 2010*  | 2012   | 2013   |
| ------ | ------ | ------ | ------ | ------ |
| 89 200 | 91 760 | 82 164 | 81 521 | 81 023 |

| 2016   | 2019   | 2021   | - | - |
| ------ | ------ | ------ | - | - |
| 79 518 | 78 811 | 76 896 | - | - |

## Un important complexe nucléaire

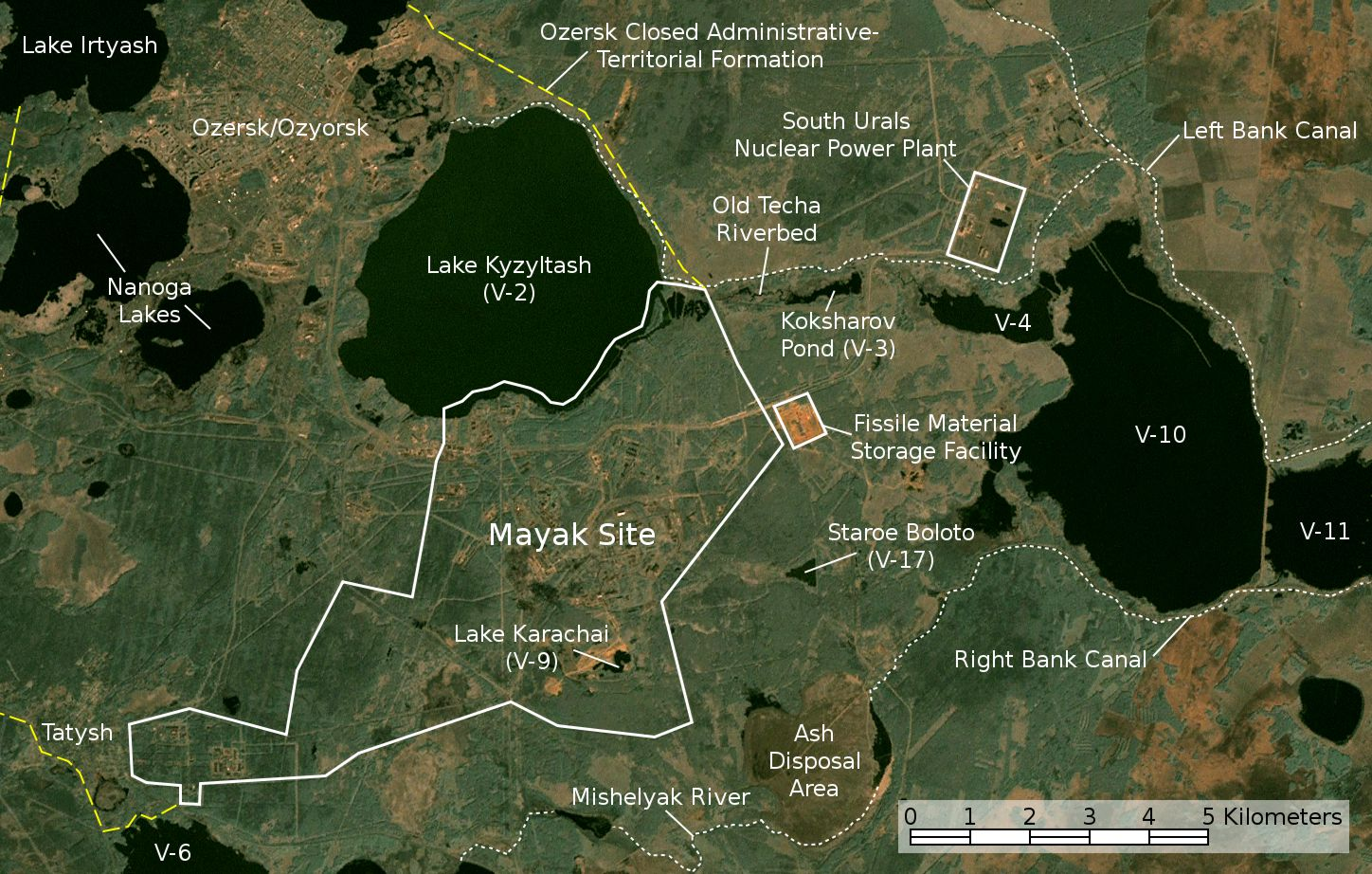
Photo satellite du complexe nucléaire de Mayak.

De nos jours (2007) cette ville est toujours une ville fermée en raison de l'existence du site de Maïak qui a été l'un des principaux sites de fabrication du plutonium durant la guerre froide. C'est toujours aujourd'hui une usine importante pour le traitement des déchets nucléaires civils et militaires.
On y trouve aussi un centre d'étude des effets biologiques provoqués par les radiations, où plus de 120 000 animaux ont été bombardés par des rayons (alpha, bêta et gamma), désaffecté à la suite de la dissolution de l'URSS. En février 2007, Soile Tapio biologiste et spécialiste des radiations au centre Helmholtz de Munich en Allemagne, après six mois de formalités administratives, y retrouve des échantillons de tissus utiles à ces recherches.
La catastrophe nucléaire de Kychtym est un très grave accident nucléaire survenu sur le site le 29 septembre 1957. Classé au niveau 6 de l'échelle INES, il s'agit de l'accident nucléaire le plus grave qui se soit produit en Union soviétique avant la catastrophe de Tchernobyl.